# توفيق موساوي
توفيق موساوي (21 أبريل 1991 ببلدية حسين داي في الجزائر - ) هو لاعب كرة قدم جزائري في نادي مولودية الجزائر في مركز حراسة المرمى. شارك مع منتخب الجزائر لكرة القدم.

## روابط خارجية
- توفيق موساوي على موقع قاعدة بيانات كرة القدم.إي يو (الإنجليزية)
- توفيق موساوي على موقع ناشيونال فوتبول تيمز (الإنجليزية)
- توفيق موساوي على موقع Soccerway.com (الإنجليزية)

1. ↑  "Instagram". www.instagram.com. اطلع عليه بتاريخ 2024-07-08.